# Тисни на газ (фільм, 2008)
«Тисни на газ» — фільм 2008 року.

## Зміст
Жан-До і Марек разом служать у поліції і борються з наркотиками, але ось одного разу Жан-До гине під час операції. Марека ж незабаром переводять в інший відділ – тепер йому належить освоїти технологію проникнення в злочинні угрупування. Незабаром приходить і перша справа: стати своїм в організації, що працює за принципом Go Fast – величезні вантажівки з марихуаною на максимальній швидкості долають шлях від півдня Іспанії до півночі Франції.